# حيرام كورسن
حيرام كورسن (بالإنجليزية: Hiram Corson)‏ هو صحفي أمريكي، ولد في 6 نوفمبر 1828 في فيلادلفيا في الولايات المتحدة، وتوفي في 15 يونيو 1911.